# Villa Meta (Bad Reichenhall)
Die Villa Meta ist eine Villa und ehemalige Fremdenpension in der Luitpoldstraße in Bad Reichenhall.
Die Villa Meta steht unter Denkmalschutz und ist unter der Nummer D-1-72-114-60 in die Bayerische Denkmalliste eingetragen.

## Geschichte
Die Villa Meta wurde zur Blütezeit des Kurbetriebs in Bad Reichenhall um die Jahrhundertwende gebaut. Damals entstanden Dutzende Hotels, Kurpensionen und Fremdenheime, um die Kurgäste und Sommerfrischler unterzubringen. Heute werden Gebäude dieser Art kaum noch für touristische Zwecke genutzt, auch die Villa Meta ist inzwischen ein normales Wohnhaus.

## Beschreibung
Villa Meta ist ein Gebäude mit Mansarddach, Eckerker und Balkons. Das Bauwerk von 1895 mit Neurenaissancegliederung planten von A. Strammer und R. Mall.

## Lage
Die Villa Meta befindet sich in Bad Reichenhall an der Luitpoldstraße, auf halbem Weg zwischen Weißstraße und der Bahnunterführung.